# Wakamatha
Wakamatha tassellii es una especie extinta de marsupial dasiuromorfo de la familia Dasyuridae que vivió en el Mioceno.